# Thomas Pollock Anshutz
Thomas Pollock Anshutz (Newport, 5 octobre 1851 - Philadelphie, 16 juin 1912) est un peintre naturaliste américain.

## Biographie
Il étudie la peinture à Paris à l'Académie Julian puis à Philadelphie à la Pennsylvania Academy of Fine Arts, notamment sous la férule de Thomas Eakins. En 1886, il devient lui-même l'un des professeurs de cette académie et compte les peintres Robert Henri, William Glackens, Charles Grafly, Nelson Poole, John Sloan et Everett Shinn parmi ses élèves. Les portraits, des scènes de la vie de tous les jours, des paysages et des marines qu'il peint dans un style figuratif, sont ses sujets de prédilection.

## Quelques œuvres

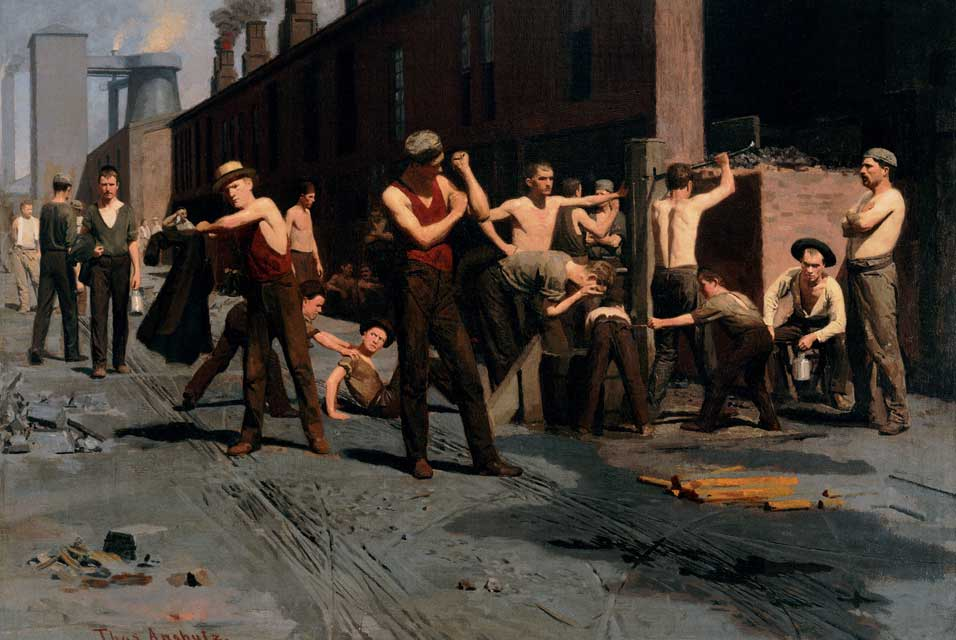
The Ironworker's Noontime, 1880
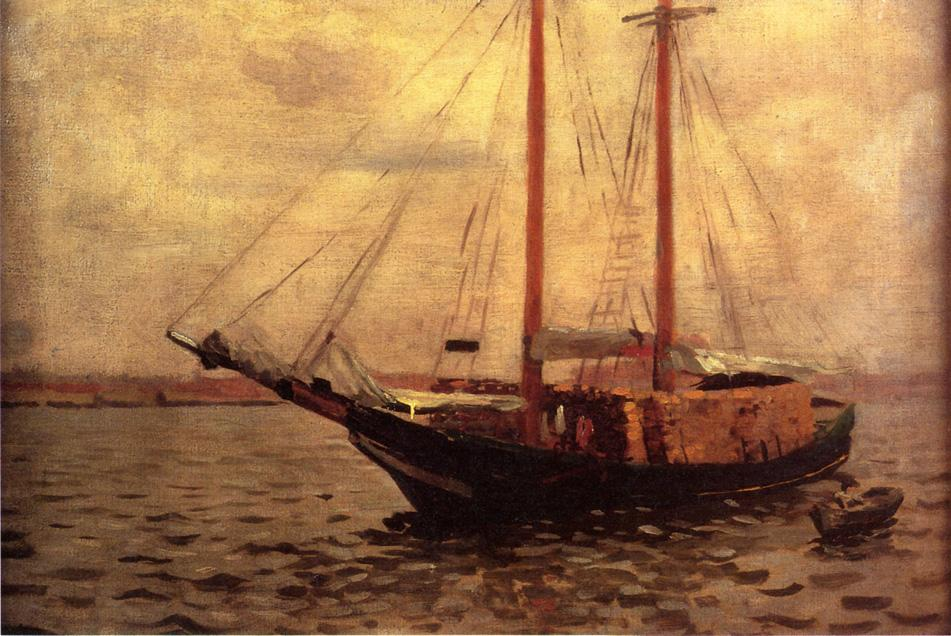
The Lumber Boat, 1897
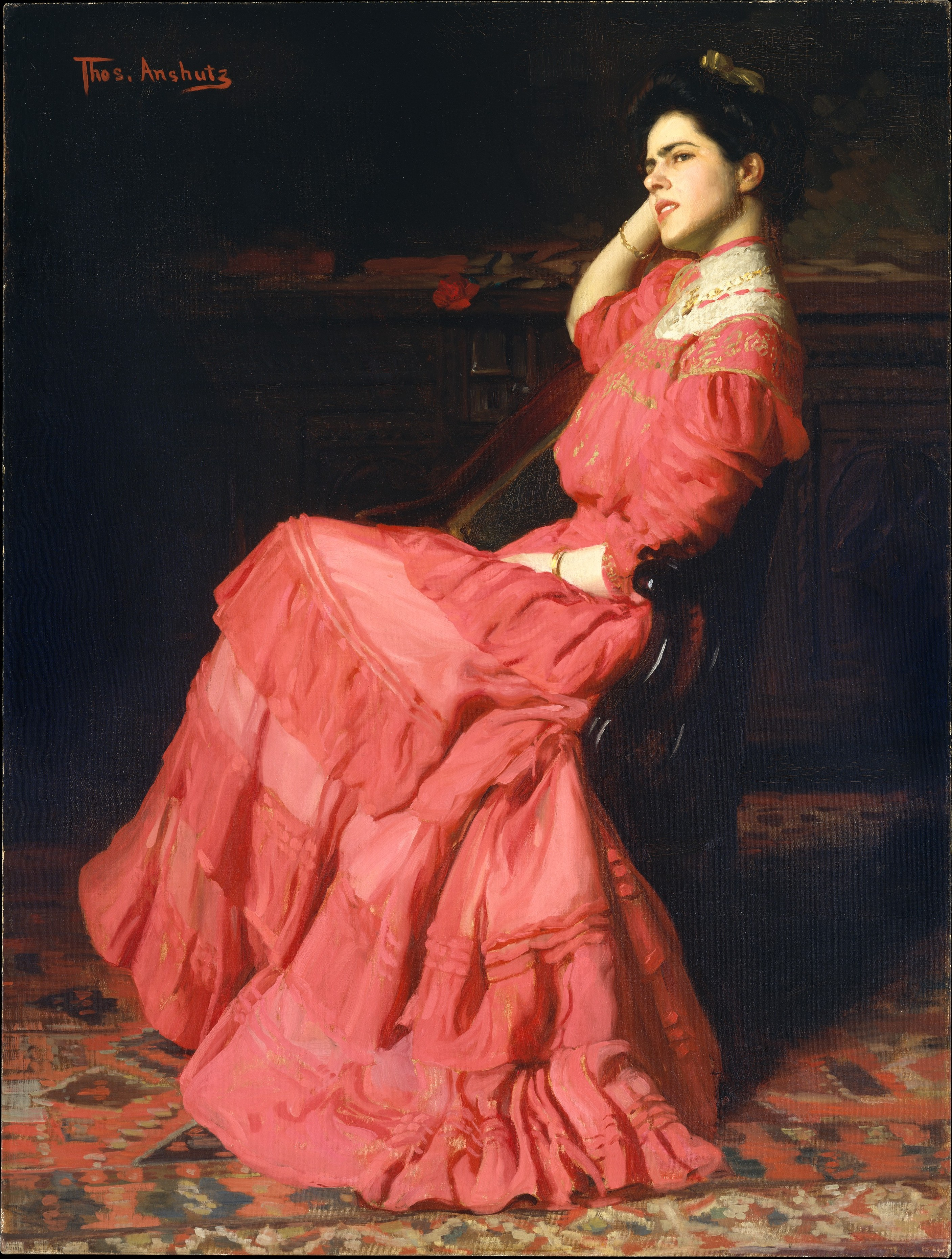
Une rose, 1907
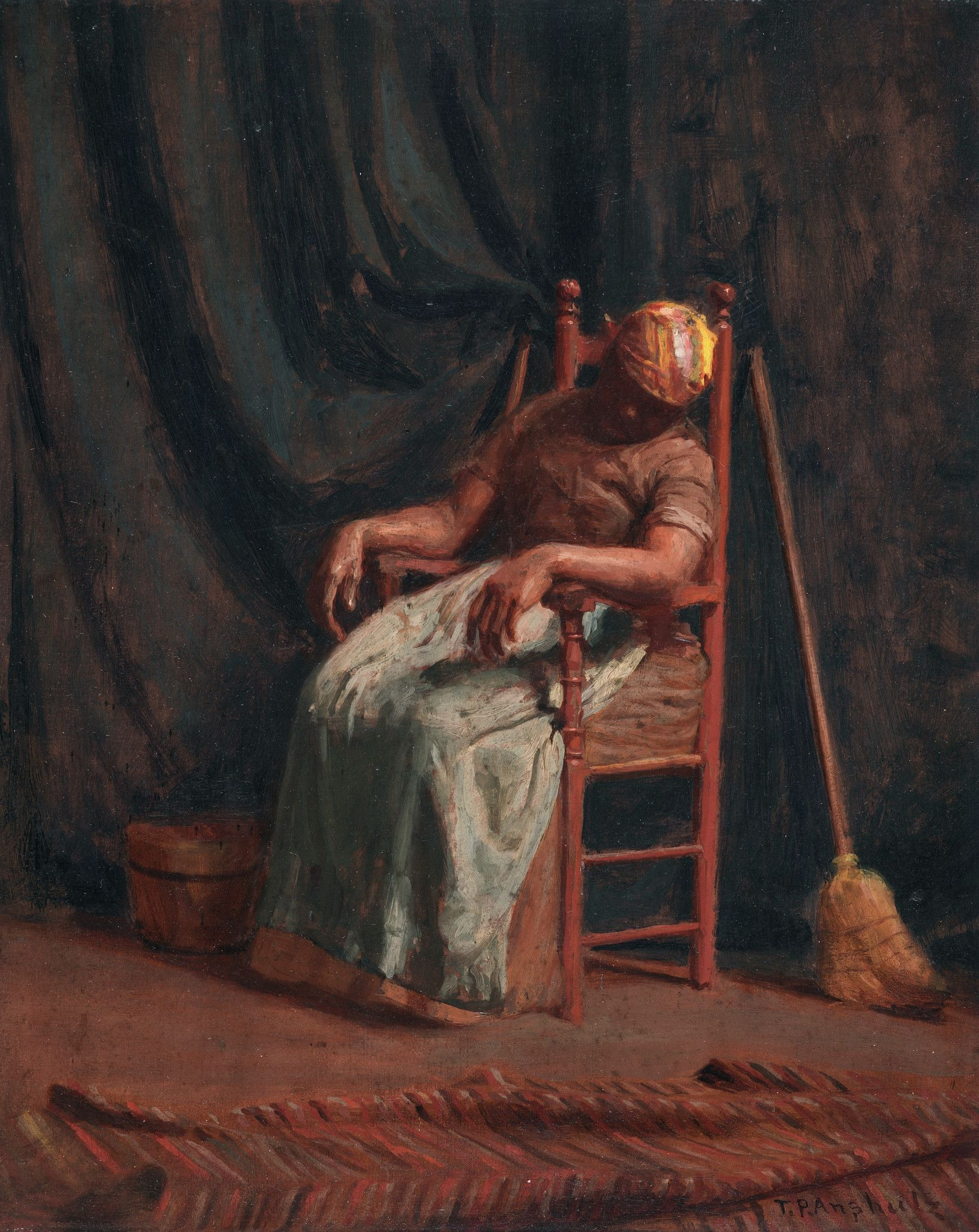
Aunt Hannah (Tante Hannah), 1886